# 澤畠文子
澤畠 文子（さわはた あやこ、1985年10月25日 - ）は、日本の元女子バレーボール選手。

## 来歴
茨城県日立市出身。父が少年団の監督を務めていた影響を受けて小学校3年生からバレーボールを始める。学生時代は土浦日大高、筑波大学でプレー。東日本インカレでは、レシーブ賞に輝く。
2008年に、武富士バンブーに入団。しかし、入団1年目にしてチームが廃部となってしまう。
2009年に、上尾メディックスに入団。ウイングスパイカーとしてスタメンに定着し、強打から得点を量産している。2010/11Vチャレンジリーグではチームの初優勝に大きく貢献した。2011年11月より、上尾メディックスの主将を務めた。
2013年7月1日、上尾を退社することが発表された。

## 人物・エピソード
- 上尾中央総合病院では、医療情報管理課に所属していた。
- 堺ブレイザーズに2008年まで所属していた澤畠雄一郎は実兄である。
- 東日本インカレでは、元チームメイトの土田望未がプレーしていた青山学院大学とも対戦した。

## 所属チーム
- 大久保小（大久保少年団）
- 大久保中
- 土浦日大高校（2001-2004年）
- 筑波大学（2004-2008年）
- 武富士バンブー（2008-2009年）
- 上尾メディックス（2009-2013年）